# Ungarische Badminton-Mannschaftsmeisterschaft 1961
Die Ungarische Badminton-Mannschaftsmeisterschaft 1961 war die erste Auflage dieser Veranstaltung. Es wurde ein Wettbewerb für Herrenmannschaften ausgetragen. Meister wurde das erste Team von Bírósági és Ügyészségi KSE.

## Endstand
| Platz | Mannschaft                                                            |
| ----- | --------------------------------------------------------------------- |
| 1.    | Bírósági és Ügyészségi KSE (Pál Rázsó, György Rázsó, Zsigmond Kaszap) |
| 2.    | HM Petőfi                                                             |
| 3.    | Geofizikai Intézet                                                    |
| 4.    | Fővárosi Tanács                                                       |
| 5.    | Bírósági és Ügyészségi KSE II                                         |
| 6.    | HM Petőfi II                                                          |
| 7.    | XIII. ker. Tanács SK                                                  |
| 8.    | Országház                                                             |

## Referenzen
- Statistik zu den Teamwettbewerben
- A magyar tollaslabdasport 50 éve 1960-2010, Magyar Tollaslabda Szövetség, 2010.